# Poluautomatska puška
Poluautomatska puška je streljačko oružje koje je u stanju u kratkom periodu ispaliti jedan po jedan hitac. Mnoge današnje nove puške (poput AK-47 i M16) imaju opciju da se može namjestiti na poluautomatsku pušku. Starije puške (kao Springfield i Garand M1) koristile su se u Drugom svjetskom ratu. Danas se poluautomatske puške koriste kao snajperi (poput Zastava M91).